# 岸野幸正
岸野 幸正（きしの ゆきまさ、1955年10月21日 - ）は、日本の声優、俳優。東京都江戸川区出身。青二プロダクション所属。

## 略歴
帝京大学文学部中退。劇団岸野組を主宰している。かつては野沢那智が主宰した劇団薔薇座に在籍していた。

## 人物
声優として活躍しているが、舞台にも出演している。
アニメでは、脇を固めている。
趣味・特技はボクシング。

## 出演
太字はメインキャラクター。

### テレビアニメ
1979年
- 新エースをねらえ!

1981年
- まいっちんぐマチコ先生

1982年
- ゲームセンターあらし（子分C）

1983年
- スペースコブラ
- キャッツ・アイ（警官）

1987年
- ゲゲゲの鬼太郎（第3作）（レフリー、男先生、山天狗）
- 聖闘士星矢（隊長）
- トランスフォーマー ザ☆ヘッドマスターズ（兵士）
- 北斗の拳2（海賊）

1988年
- グリム名作劇場（悪魔）
- それいけ!アンパンマン（巨人）
- ビックリマン（たつ魔鬼）
- ひみつのアッコちゃん（第2期）（警官、アナウンサー）

1989年
- 悪魔くん（1989年 - 1990年、カルマ、ガハハ親分 / ガハハ3人組、大林寺魔州、アゼザル）
- 新ビックリマン（助ケタカメ）
- ドラゴンボール（武将）
- ドラゴンボールZ（1989年 - 1993年、サイヤ人、バータ、ベジータ王〈2代目〉、桃白白、アナウンサー、悪人A）
- 魔法使いサリー（1989年版）（1989年 - 1991年、塾の先生、医者、ダーク〈2代目〉）

1990年
- かりあげクン（ジョージ、水口社長、取引先の客、自動車会社の部長、うなぎ屋の主人）
- キテレツ大百科（1990年 - 1996年、団長、松吉、半次郎、花丸菊之丞〈2代目〉、アルバート）
- ドラゴンクエスト（1990年 - 1991年、道具屋、密輸団B、酒場の主人、ルドルフ）
- まじかる☆タルるートくん（たこ焼き屋、不良A）
- もーれつア太郎（クモル、与作）

1991年
- トラップ一家物語（教師、運転手）
- ハイスクールミステリー学園七不思議（管理人）

1992年
- スーパービックリマン（魔乱PU）
- 超電動ロボ 鉄人28号FX（三郎の父）
- 大草原の小さな天使 ブッシュベイビー（店の主人）
- ツヨシしっかりしなさい（1992年 - 1994年、本屋、町内会長 / 不動産屋、アイダ博士、兆治、会長）
- バトルファイターズ 餓狼伝説（署長）

1993年
- 蒼き伝説シュート!（宍戸和茂〈初代〉）
- GS美神（ワンゲル幽霊、宣長、医師）
- 疾風!アイアンリーガー（ジェットセッター）

1994年
- キャプテン翼J（賀茂港監督）
- SLAM DUNK（魚住純、小池〈2代目〉）
- 七つの海のティコ（アンジュアン）
- 魔法騎士レイアース（ラファーガ）

1995年
- アニメ世界の童話（ライオン）
- 怪盗セイント・テール（日野）
- ちびまる子ちゃん（紙芝居のおじさん）

1996年
- 家なき子レミ（ビゴー）
- ゲゲゲの鬼太郎（第4作）（1996年 - 1997年、警部、正吉、幕僚長）
- 地獄先生ぬ〜べ〜（1996年 - 1997年、猟師、楽聖）
- ドラゴンボールGT（1996年 - 1997年、フトバ、司会者）

1997年
- 金田一少年の事件簿（橘五柳）
- 中華一番!（1997年 - 1998年、広州餃子館店主、店主、客A、ロン秘書官）
- 超魔神英雄伝ワタル（1997年 - 1998年、ブルペン、ワット）

1998年
- カウボーイビバップ（ジョナサン）
- ガサラキ（国防長官、西田啓）
- センチメンタルジャーニー（沢渡総一郎）
- TRIGUN（ルーズ・ルース）
- ひみつのアッコちゃん（第3期）（江戸川先生）
- MASTERキートン（トラヴィス）
- ロードス島戦記-英雄騎士伝-（暁の鷲兵団団長）

1999年
- 週刊ストーリーランド（1999年 - 2001年、あきす、宮田健二郎）
- 名探偵コナン（1999年 - 2025年、織田國友、黒田兵衛）
- ONE PIECE（ヒグマ）

2000年
- 機巧奇傳ヒヲウ戦記（源之介）
- 勝負師伝説 哲也（ダンチの父）

2001年
- クレヨンしんちゃん（2001年 - 2007年、しじみこう太、黒藤）
- ゾイド新世紀スラッシュゼロ（オスカー）
- はじめの一歩（ハデー）
- 花右京メイド隊（慈悲王家当主）

2002年
- ヒートガイジェイ（マリウス・アウローラ）

2003年
- 釣りバカ日誌（高井部長）

2004年
- 陰陽大戦記（2004年 - 2005年、太刀花ソウタロウ、ラクサイ）

2005年
- 戦国英雄伝説 新釈 眞田十勇士 The Animation（蒲生備中守頼郷）

2006年
- しばわんこの和のこころ（かかしさん、もみじやの主人）

2012年
- ONE PIECE エピソードオブルフィ 〜ハンドアイランドの冒険〜（ヒグマ）

2017年
- ONE PIECE エピソードオブ東の海 〜ルフィと4人の仲間の大冒険!!〜（ヒグマ）

2022年
- 乙女ゲー世界はモブに厳しい世界です（ヴィンス）

2024年
- 異修羅（燻べのヴィケオン）

2025年
- 誰ソ彼ホテル（レコード頭の男 / 小川隆）

### 劇場アニメ
1988年
- AKIRA

1989年
- NEMO/ニモ（ゴブリン将軍）

1990年
- おじさん改造講座（一本槍）
- ドラゴンボールZ この世で一番強いヤツ（キシーメ）

1991年
- アルスラーン戦記（イルテリシュ）

1992年
- ろくでなしBLUES（浜田）

1993年
- Dr.スランプ アラレちゃん んちゃ!ペンギン村はハレのち晴れ（ガラ）

1994年
- ストリートファイターII MOVIE（ダルシム）
- スラムダンク 全国制覇だ! 桜木花道（魚住）

1995年
- MEMORIES「最臭兵器」（幹部）

1996年
- ウルトラマンカンパニー（子分）

1997年
- ゲゲゲの鬼太郎 おばけナイター（輸入道）
- たまごっちホントのはなし（ばんぞー博士）

2000年
- 太陽の法 エル・カンターレへの道（魂4 上司、レダイ、比丘、運転する男）

2009年
- エト-eto-（シブシゲの父）

2011年
- 鋼の錬金術師 嘆きの丘の聖なる星（ゴンザレス）

2018年
- 名探偵コナン ゼロの執行人（黒田兵衛）

2023年
- 名探偵コナン 黒鉄の魚影（黒田兵衛）

2025年
- 名探偵コナン 隻眼の残像（黒田兵衛）

### OVA
1987年
- 火の鳥 ヤマト編

1988年
- Crying フリーマン（アナウンサー、殺し屋B）

1989年
- 紅い牙 ブルー・ソネット（レース場のアナウンサー、刑事、警備員B）
- 銀河英雄伝説（ストークス少将）

1990年
- トランスフォーマーZ（プレダキング、オボミナス）
- のたり松太郎（秀川親方）
- BE-BOP-HIGHSCHOOL（1990年 - 1998年、金田、爺さん）
- ひとりぼっちの宇宙戦争（ハデスB）

1991年
- ウィザードリィ（バンパイアロード）
- 3×3 EYES（オカマ店長 / 真行寺君江、ホテルマン、秘書）
- スローステップ（尾藤）
- YAIBA（クモ男）

1992年
- うしおととら（餓眠様）
- 機神兵団（大石機関士）
- 創竜伝

1993年
- ザ・コクピット 鉄の竜騎兵（米兵）
- フォーチュン・クエスト 世にも幸せな冒険者たち（ヒュー・オーシ）

1994年
- ツインビー ウィンビーの1/8パニック（ワルモン博士）

1995年
- 湘南爆走族10 FROM SAMANTHA（大橋の父）
- ようちえん戦隊げんきっず（ペンキ怪人ヌッタルデー）

1996年
- 機動戦士ガンダム 第08MS小隊（マゼラン艦長）
- 闘神伝（モンド）

1998年
- ガラスの仮面 千の仮面を持つ少女（小野寺一）

1999年
- 湘南爆走族12 桜吹雪の卒業式（校長先生）
- ツインビーPARADISE（ワルモン博士）
- メルティランサー The Animation（取締室役人 ア、高官い）
- MASTERキートン（ボス）
- ぐるぐるタウンはなまるくん（やぎじいさん）

2001年
- 怪童丸（坂田義信）

2002年
- I'll/CKBC（柊監督）

2009年
- TO（ベルチン）

2011年
- 英雄伝説 空の軌跡 THE ANIMATION（カシウス・ブライト）

### ゲーム
1992年
- BABEL（パオロ親王）

1993年
- アークスI・II・III（トロン・ティア、ガルシア）
- Aランクサンダー 誕生編（ファイヤー、田崎刑事、ドーベル）
- ソードマスター（アクス）

1994年
- 卒業II 〜Neo Generation〜（校長）
- ツインビー対戦ぱずるだま（ワルモン博士）
- ドラゴンボール シリーズ（1994年 - 2019年、桃白白、バータ、リポーター、アナウンサー、実況アナウンサー、キシーメ） - 16作品
- ポリスノーツ（コリンズ博士）
- ロードス島戦記II（グリーパス、バック）

1995年
- 隠忍 -THE NINJA MASTER-
- スーパースラムズ -FROM TV ANIMATION SLAM DUNK-（魚住純） - アーケード版
- ダブルドラゴン（エディ）
- ツインビーヤッホー! ふしぎの国で大あばれ!!（ワルモン博士）
- テレビアニメ スラムダンク2 IH予選完全版!!（魚住純） - スーパーファミコン版
- 闘神伝（モンド、ラングー・アイアン）
- 闘神伝S（モンド、ラングー・アイアン）
- 闘神伝2（モンド、ラングー・アイアン）
- プライベート・アイ・ドル（獣）
- 魔法騎士レイアース（ラファーガ） - スーパーファミコン版、セガサターン版

1996年
- ウォーザード（ムクロ、ブレイド）
- スターグラディエイター（ゲレルト）
- 探偵 神宮寺三郎 未完のルポ（神宮寺三郎）
- 闘神伝URA（モンド、ラングー・アイアン）
- 七つの秘館（赤島幻兵）

1997年
- 三國無双（曹操、信長）
- マリカ 〜真実の世界〜（蕉木晋矢）
- 64で発見!!たまごっち みんなでたまごっちワールド（ばんぞー博士）

1998年
- 卒業III Wedding Bell（校長）
- 探偵 神宮寺三郎 夢の終わりに（神宮寺三郎）
- 超魔神英雄伝ワタル ANOTHER STEP（ワット）
- ツインビーRPG（ワルモン博士）
- 闘神伝カードクエスト（モンド、ラングー・アイアン）
- ブシドーブレード弐（並主源五郎、本郷武尊）
- 封神演義（黄飛虎、李靖、元始天尊）
- 星で発見!!たまごっち（ばんぞー博士）
- ラングリッサーV 〜The End of Legend〜（アイゼル）

1999年
- 闘神伝 昴（バン・ブー）
- 猫侍（「弟斬り」十兵衛）
- メルティランサー The 3rd Planet（海道正臣）
- ラクガキショータイム（チョースケ）
- 〜アートカミオン〜芸術伝（謎の男）
- 爆走デコトラ伝説2 男人生夢一路（健さん）

2000年
- 決戦（本多忠勝）
- 真・三國無双（曹操、張宝）
- NEUES（ベン・クロゥアム）

2001年
- 真・三國無双2（2001年 ‐ 2002年、曹操、張宝） - 2作品
- セガガガ（人交社長、ドグマ社長、萌え老）
- Love Songs アイドルがクラスメ〜ト（天城龍造）

2002年
- 機動新撰組 萌えよ剣（勝海舟）
- DEAD OR ALIVE 3（ブラッド・ウォン）
- バトル封神（黄飛虎）

2003年
- キャッスルヴァニア（ヴァルター・ベルンハルト）
- 真・三國無双3（2003年 - 2004年、曹操、張宝） - 3作品

2004年
- CAPCOM FIGHTING Jam（ムクロ）

2005年
- 真・三國無双4（曹操、張宝） - 2作品
- DEAD OR ALIVE 4（ブラッド・ウォン）

2007年
- 英雄伝説 空の軌跡 the 3rd（カシウス・ブライト）
- 真・三國無双5（2007年 - 2009年、曹操、張宝） - 2作品
- 無双OROCHI（2007年 - 2009年、曹操） - 3作品

2008年
- 戦場のヴァルキュリア（ヨルギオス・ゲルド、訓練場教官）
- Fable II（リーバー）

2009年
- シャイニング・フォース フェザー（オウシン）

2010年
- 真・三國無双 MULTI RAID 2（曹操、張宝）
- 戦場のヴァルキュリア2 ガリア王立士官学校（カレルヴォ・ロドリゲス）

2011年
- 機動戦士ガンダム 新ギレンの野望（バリー）
- 真・三國無双6（曹操） - 3作品
- 真・三國無双 NEXT（曹操）
- 戦場のヴァルキュリア3 -Unrecorded Chronicles-（アントニオ・ホセ・ロドリゲス）
- 無双OROCHI 2（曹操）

2012年
- 真・三國無双 VS（曹操）
- 龍が如く5 夢、叶えし者

2013年
- 真・三國無双7（曹操） - 3作品

2014年
- Thief（保安総監）
- ONE PIECE ワンピースキングス（ヒグマ）

2015年
- 英雄伝説 空の軌跡 FC Evolution（カシウス・ブライト）

2018年
- 真・三國無双8（曹操）- 2作品
- 無双OROCHI 3（曹操）
- 英雄伝説 閃の軌跡IV -THE END OF SAGA-（カシウス・ブライト）

### ドラマCD
- アニメイトCDコレクション サイバーボッツ（サンタナ・ローレンス）
- ゼルダの伝説サウンド・ドラマ「二人の序章」（バンゼッタ）
- 卒業電撃CD文庫（校長）
- CDシアター ドラゴンクエスト・ドラゴンクエストIV（ドン・ガアデ、キングレオ）
- CDシアター ドラゴンクエスト・ドラゴンクエストV（ゴンズ、イブール）
- テイルズ オブ ファンタジア ANTHOLOGY.1（理事長）
- テイルズ オブ ファンタジア なりきりダンジョン -太陽の章-（理事長、ロジュル）
- ドラマCD ツインビーPARADISE（ワルモン博士）
- ドラマCD ワルモンMONMONパラダイス（ワルモン博士）
- 英雄伝説 空の軌跡 ドラマCD（カシウス・ブライト）
  - 〜去り行く決意〜
  - ヨシュア物語 〜封じられた記憶〜
  - オリビエ物語 〜未完成の叙事詩〜
- ブルーブレイカー ラジオドラマCD（ナレーション）
- 街 第Qの男 〜QはquestionのQ〜（デューク浜地）

### デジタルコミック
- ルパン三世 D2MANGA（1997年、銭形警部）

### 吹き替え

#### 映画
- スピード（ジャガーの持主〈グレン・プラマー〉[29]）※ソフト版
- スピード2（モーリス〈グレン・プラマー〉）※ソフト版
- ダーティ・シェイム（シェイム〈キーネン・アイヴォリー・ウェイアンズ〉）
- パワーレンジャー・映画版（ゴルダー）

#### ドラマ
- 素晴らしき日々（マイケル〈デヴィッド・シュワイマー〉）
- ONE PIECE（2023年、ヒグマ）

#### アニメ
- バンビ（森の王様）
- ピラミッド名作アニメシリーズ バッグス・バニー ※大陸書房版
- ビーストウォーズメタルス 超生命体トランスフォーマー（ラムホーン）

### 特撮
- 電光超人グリッドマン（1993年、署長役）
- ビーファイターカブト（1996年 - 1997年、霊魔獣ザンショーオーの声、闇の波動獣ダーグリフォンの声）
- スーパー戦隊シリーズ
  - 救急戦隊ゴーゴーファイブ（1999年、カオスの声）
  - 百獣戦隊ガオレンジャー（2001年、バスオルグの声）

### テレビドラマ
- KIRARA

### テレビ番組
- たっくんのオモチャ箱（サムライダーZ）
- 邦子と徹のあんたが主役（ナレーション） - テレビ朝日
- 小さな旅（手紙朗読） - NHK総合
- My Fresh Life 〜2020年に見つけた、気持ちのいい暮らし方。〜（ナレーション） - テレビ東京

### 人形劇
- こどもにんぎょう劇場「てんぐのかくれみの」（街の人）

### ラジオ
- Rの書斎（甲山たけし）
- Rの書斎 第二幕（甲山たけし）
- ワルモンMONMONパラダイス
- MAICO2010 タツモト局長

### ラジオドラマ
- 青山二丁目劇場
  - 三丁目の夕日 「猫の命日」「下駄の一生」「幽霊修行」（お父さん）
  - あじさいの唄（父上）
  - 刑事 蘇我修造（蘇我修造）
- 星界の戦旗II（ガボート）
- 花の慶次（宗元）

### CD
- ピエールとカトリーヌ3（Blue Film 3 英会話バイエル収録。フランソワ・シュミーゼとのデュエット）

### CM
- エクシング ウルフファング
- エレクトロニック・アーツ テーマパーク
- 林原「トレハロース」
- バンダイ 「From TV animation スラムダンク 〜SDヒートアップ!!〜」（魚住純）
- バンダイ データック
- セガ ランドストーカー 〜皇帝の財宝〜

### 舞台
- 飛べ!京浜ドラキュラ（1982年12月、シアターアプル、81プロデュース提携公演）
- 石井竜也コンサートツアー2018「-陣 JIN-」（後藤田僧山の声）

## 劇団岸野組
劇団岸野組として活動している。1990年に「幕末太陽傳」で旗揚げ公演。

### 演目
- ザ・弥次喜多
- お涼・平六捕物絵巻
- 清水港異聞 森の石松 1861
- 森の石松外伝
- 夢盗人 石川五右衛門
- 半ぺら二枚肩ポンポコ世話噺 戌の巻[30]

### シリーズ一覧
1. ↑  『偉大なる孫悟空伝説』『真サイヤ人絶滅計画 -地球編-』（1994年）、『偉大なるドラゴンボール伝説』（1996年）、『ドラゴンボールZ』（2003年）、『Sparking!』『舞空烈戦』（2005年）、『Sparking! NEO』（2006年）、『Sparking! METEOR』『遥かなる悟空伝説』（2007年）、『レイジングブラスト』（2009年）、『レイジングブラスト2』（2010年）、『ヒーローズ』『アルティメットミッションX』（2014年）、『スーパードラゴンボールヒーローズ』（2017年）、『ワールドミッション』（2019年）、『カカロット』（2020年）
2. ↑  『真・三國無双2』（2001年）、『猛将伝』（2002年）
3. ↑  『真・三國無双3』（2003年）、『猛将伝』（2003年）、『Empires』（2004年）
4. ↑  『真・三國無双4』（2005年）、『猛将伝』（2005年）
5. ↑  『真・三國無双5』（2007年）、『Empires』（2009年）
6. ↑  『無双OROCHI』（2007年）、『魔王再臨』（2008年）、『Z』（2009年）
7. ↑  『真・三國無双6』（2011年）、『Special』（2011年）、『猛将伝』（2011年）
8. ↑  『真・三國無双7』（2013年）、『猛将伝』（2013年）、『Empires』（2014年）
9. ↑  『真・三國無双8』（2018年）、『Empires』（2021年）